# 第63回ゴールデングローブ賞
第63回ゴールデングローブ賞（だい63かいゴールデングローブしょう）は、2006年1月16日に行われた。

## 受賞作品・人物

### 映画

#### 作品賞（ドラマ部門）
『ブロークバック・マウンテン』
- 『ナイロビの蜂』
- 『グッドナイト&グッドラック』
- 『マッチポイント』
- 『ヒストリー・オブ・バイオレンス』

#### 作品賞（ミュージカルコメディ部門）
『ウォーク・ザ・ライン/君につづく道』
- 『ヘンダーソン夫人の贈り物』
- 『プライドと偏見』
- 『プロデューサーズ』
- 『イカとクジラ』

#### 監督賞
アン・リー - 『ブロークバック・マウンテン』
- ウディ・アレン - 『マッチポイント』
- ジョージ・クルーニー - 『グッドナイト&グッドラック』
- ピーター・ジャクソン - 『キング・コング』
- フェルナンド・メイレレス - 『ナイロビの蜂』
- スティーヴン・スピルバーグ - 『ミュンヘン』

#### 主演男優賞（ドラマ部門）
フィリップ・シーモア・ホフマン - 『カポーティ』
- ラッセル・クロウ - 『シンデレラマン』
- テレンス・ハワード - 『ハッスル&フロウ』
- ヒース・レジャー - 『ブロークバック・マウンテン』
- デヴィッド・ストラザーン - 『グッドナイト&グッドラック』

#### 主演男優賞（ミュージカル・コメディ部門）
ホアキン・フェニックス - 『ウォーク・ザ・ライン/君につづく道』
- ジェフ・ダニエルズ - 『イカとクジラ』
- ジョニー・デップ - 『チャーリーとチョコレート工場』
- ネイサン・レイン – 『プロデューサーズ』
- キリアン・マーフィー - 『プルートで朝食を』

#### 主演女優賞（ドラマ部門）
フェリシティ・ハフマン - 『トランスアメリカ』
- マリア・ベロ - 『ヒストリー・オブ・バイオレンス』
- グウィネス・パルトロー - 『プルーフ・オブ・マイ・ライフ』
- シャーリーズ・セロン - 『スタンドアップ』
- チャン・ツィイー - 『SAYURI』

#### 主演女優賞（ミュージカル・コメディ部門）
リース・ウィザースプーン - 『ウォーク・ザ・ライン/君につづく道』
- ジュディ・デンチ – 『ヘンダーソン夫人の贈り物』
- キーラ・ナイトレイ - 『プライドと偏見』
- ローラ・リニー - 『イカとクジラ』
- サラ・ジェシカ・パーカー - 『幸せのポートレート』

#### 助演男優賞
ジョージ・クルーニー - 『シリアナ』
- マット・ディロン - 『クラッシュ』
- ウィル・フェレル - 『プロデューサーズ』
- ポール・ジアマッティ - 『シンデレラマン』
- ボブ・ホスキンス - 『ヘンダーソン夫人の贈り物』

#### 助演女優賞
レイチェル・ワイズ - 『ナイロビの蜂』
- スカーレット・ヨハンソン - 『マッチポイント』
- シャーリー・マクレーン - 『イン・ハー・シューズ』
- フランシス・マクドーマンド - 『スタンドアップ』
- ミシェル・ウィリアムズ - 『ブロークバック・マウンテン』

#### 外国語映画賞
『パラダイス・ナウ』
- 『カンフーハッスル』
- 『戦場のアリア』
- 『PROMISE』
- 『ツォツィ』

#### 作曲賞
『SAYURI』 - ジョン・ウィリアムズ
- "『ブロークバック・マウンテン』 - グスターボ・サンタオラヤ
- 『ナルニア国物語/第1章:ライオンと魔女』 - ハリー・グレッグソン＝ウィリアムズ
- 『キング・コング』 - ジェームズ・ニュートン・ハワード
- 『シリアナ』 - アレクサンドル・デプラ

#### 歌曲賞
"w:A Love That Will Never Grow Old" by エミルー・ハリス - 『ブロークバック・マウンテン』
- "Christmas in Love" - w:Christmas in Love
- "Wunderkind" by アラニス・モリセット - 『ナルニア国物語/第1章:ライオンと魔女』
- "There's Nothing Like a Show on Broadway" - 『プロデューサーズ』
- "w:Travelin' Thru" by ドリー・パートン - 『トランスアメリカ』

#### 脚本賞
『ブロークバック・マウンテン』 - ラリー・マクマートリー、ダイアナ・オサナ
- 『クラッシュ』 - ポール・ハギス、ロバート・モレスコ
- 『グッドナイト&グッドラック』 - ジョージ・クルーニー、グラント・ヘスロヴ
- 『マッチポイント』 - ウディ・アレン
- 『ミュンヘン』 - トニー・クシュナー、エリック・ロス

### テレビ

#### 作品賞（ドラマシリーズ）
『LOST』
- 『マダム・プレジデント 星条旗をまとった女神』
- 『グレイズ・アナトミー 恋の解剖学』
- 『プリズン・ブレイク』
- 『ROME［ローマ］』

#### 作品賞（ミュージカル・コメディシリーズ）
『デスパレートな妻たち』
- 『ラリーのミッドライフ★クライシス』
- 『アントラージュ★オレたちのハリウッド』
- w:Everybody Hates Chris
- 『マイネーム・イズ・アール』
- ' 『Weeds 〜ママの秘密』

#### 作品賞（ミニシリーズ・テレビ映画）
『追憶の街 エンパイア・フォールズ』
- 『INTO THE WEST イントゥー・ザ・ウエスト』
- 『ブルース・イン・ニューヨーク』
- Sleeper Cell
- Viva Blackpool
- 『ルーズベルト 大統領の保養地』

#### 主演男優賞（ドラマシリーズ）
ヒュー・ローリー - 『Dr.HOUSE』
- パトリック・デンプシー -  『グレイズ・アナトミー 恋の解剖学』
- マシュー・フォックス - 『LOST』
- ウェントワース・ミラー - 『プリズン・ブレイク』
- キーファー・サザーランド - 『24』

#### 主演男優賞（ミュージカル・コメディシリーズ）
スティーヴ・カレル - 『The Office』
- ザック・ブラフ - 『スクラブス』
- ラリー・デイヴィッド – 『ラリーのミッドライフ★クライシス』
- ジェイソン・リー - 『マイネーム・イズ・アール』
- チャーリー・シーン - 『チャーリー・シーンのハーパー★ボーイズ』

#### 主演男優賞（ミニシリーズ・テレビ映画）
ジョナサン・リース＝マイヤーズ - 『ELVIS エルヴィス』
- ケネス・ブラナー - 『ルーズベルト 大統領の保養地』
- エド・ハリス - 『追憶の街 エンパイア・フォールズ』
- ビル・ナイ -  『ある日、ダウニング街で』
- ドナルド・サザーランド - 『ヒューマン・トラフィック』

#### 主演女優賞（ドラマシリーズ）
ジーナ・デイヴィス -『マダム・プレジデント 星条旗をまとった女神』
- パトリシア・アークエット - 『ミディアム 霊能者アリソン・デュボア』
- グレン・クローズ -『ザ・シールド ルール無用の警察バッジ』
- キーラ・セジウィック - 『クローザー』
- ポリー・ウォーカー – 『ROME［ローマ］』

#### 主演女優賞（ミュージカル・コメディシリーズ）
メアリー＝ルイーズ・パーカー - 『Weeds 〜ママの秘密』
- マーシア・クロス - 『デスパレートな妻たち』
- テリー・ハッチャー - 『デスパレートな妻たち』
- フェリシティ・ハフマン - 『デスパレートな妻たち』
- エヴァ・ロンゴリア - 『デスパレートな妻たち』

#### 主演女優賞（ミニシリーズ・テレビ映画）
S・エパサ・マーカーソン - 『ブルース・イン・ニューヨーク』
- ハル・ベリー - 『彼らの目は神を見ていた』
- ケリー・マクドナルド - 『ある日、ダウニング街で』
- シンシア・ニクソン - 『ルーズベルト 大統領の保養地』
- ミラ・ソルヴィノ - 『ヒューマン・トラフィック』

#### 助演男優賞
ポール・ニューマン - 『追憶の街 エンパイア・フォールズ』
- ナヴィーン・アンドリュース - 『LOST』
- ジェレミー・ピヴェン - 『アントラージュ★オレたちのハリウッド』
- ランディ・クエイド - 『ELVIS エルヴィス』
- ドナルド・サザーランド - 『マダム・プレジデント 星条旗をまとった女神』

#### 助演女優賞
サンドラ・オー - 『グレイズ・アナトミー 恋の解剖学』
- キャンディス・バーゲン - 『ボストン・リーガル』
- カムリン・マンハイム - 『ELVIS エルヴィス』
- エリザベス・パーキンス - - 『Weeds 〜ママの秘密』
- ジョアン・ウッドワード - 『追憶の街 エンパイア・フォールズ』